# Maria Aurora, Aurora
Maria Aurora là một đô thị cấp ba ở tỉnh Aurora, Philippines. Theo điều tra dân số năm 2015, đô thị này có dân số 40.734 người trong.

## Các đơn vị hành chính
Maria Aurora, về mặt hành chính, được chia thành 40 khu phố (barangay).
| - Alcala - Bagtu - Bangco - Bannawag - Barangay I (Pob.) - Barangay II (Pob.) - Barangay III (Pob.) - Barangay IV (Pob.) - Baubo - Bayanihan - Bazal - Cabituculan Đ - Cabituculan West - Debucao | - Decoliat - Detailen - Diaat - Dialatman - Diaman - Dianawan - Dikildit - Dimanpudso - Diome - Estonilo - Florida - Galintuja - Cadayacan | - Malasin - Quirino - Ramada - San Joaquin - San Jose - San Leonardo - Santa Lucia - Sto. Tomas - Suguit - Villa Aurora - Wenceslao - San Juan |